# Группа реагирования на чрезвычайные ситуации (ГРЧС)
ГРЧС (IMT) - обозначение организации, которая имеет дело с чрезвычайными ситуациями в США. Несмотря на то, что ее основной задачей является предотвращение лесных пожаров, также ГРЧС имеет возможность реагировать на различные ЧС, такие как: пожары, наводнения, землетрясения, ураганы, торнадо, цунами, массовые беспорядки, выброс опасных химических веществ, а также другие природные или техногенные катастрофы.

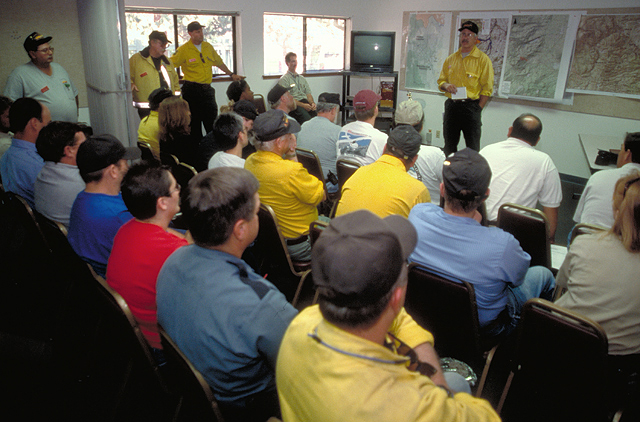
Группа реагирования 2-го типа осуществляет контроль над пожарами.

В США существуют преимущественно пять видов ГРЧС. На такие ЧС как природные пожары изначально реагируют местные пожарные части или пожарные службы, но если ранг пожара слишком высок, то дополнительные ресурсы в виде специально тренированных и обученных людей приходят на помощь. Группы реагирования на ЧС, вводимые в зависимости от сложности ЧС, способны как самостоятельно реагировать на них, так и быть частью масштабной команды.
ГРЧС может предоставить эффективно функционирующую команду для решения вопросов логистики, планирования, финансовых вопросов и вопросов безопасности населения.
ГРЧС является наименьшей единицей и увеличивается в соответствии с уровнем сложности ЧС. Рассмотрим следующие пять типов ГРЧС:
- Тип 5: Группа реагирования на уровне деревни или города является объединением руководства нескольких соседних пожарных частей, которые обучены работать в командном режиме в течение первых 6-12 часов крупной или сложной ЧС.
- Тип 4: Группа реагирования на уровне деревни, города или района является специально назначенной группой, в которую входят пожарные, скорая медицинская помощь и, возможно, сотрудники правоохранительных органов из более крупной и населенной области, как правило, в пределах одной юрисдикции. Когда это необходимо такая группа реагирует на крупные и сложные ЧС в течение 6-12 часов и создает условия для задействования ГРЧС 3-го типа.
- Тип 3: Группа реагирования на уровне штата или метрополии - утверждённая группа, состоящая из квалифицированных кадров из различных ведомств, организаций, учреждений, обладающих разной юрисдикцией в пределах штата или юрисдикцией Министерства внутренней безопасности, в частности безопасности городской местности, в пределах региона.  Группа 3-го типа реагирует на ЧС на всей территории штата или значительной его части, в зависимости от определенных законов государства, политики и местных нормативных актов.
- Тип 2: Группа реагирования государственного и национального уровня является группой, квалификация сотрудников которой подтверждена на федеральном уровне. Однако сотрудники такой группы обладают меньшим опытом и подготовкой, чем сотрудники группы 1-го типа и обычно бывают задействованы для реагирования на ЧС небольшого масштаба на уровне штата. На сегодняшний день существует 35 ГРЧС 2-го типа, которые действуют через межведомственное взаимодействие организаций на государственном, уровне штата и местном уровне.
- Тип 1: Группа реагирования государственного и национального уровня является группой, квалификация сотрудников которой подтверждена на федеральном уровне; самой надежной ГРЧС, сотрудники которой обладают наивысшим уровнем подготовки и опыта. На сегодняшний день существуют  16 ГРЧС 1-го типа, которые также действуют через межведомственное взаимодействие на государственном, уровне штата и местном  уровне.

Группа реагирования на чрезвычайные ситуации имеет следующую структуру:
- Система управления ГРЧС - система, сформированная на основе руководящего звена для реагирования на любую ЧС;
- Система подготовки включает в себя задачи по определению потребностей, разработку и проведение учебных курсов;
- Система квалификации и сертификации –  в США разработаны национальные стандарты для квалификации и сертификации сотрудников руководящего звена;
- Система публикаций – разработка, контроль, поиск и распространение публикаций Национальной системы реагирования на ЧС посредством Национальной координационной группы реагирования на лесные пожары; и
- Система поддержки и технологии  – система технологий и средств, используемых для поддержки реагирования на чрезвычайные ситуации, такие как географические информационные системы (ГИС), отображение снимкой на карте (геолокация, геопозиция), Национальная рейтинговая система пожарной опасности, дистанционные автоматическе метеостанции, автоматические системы обнаружения молний, технологии, в которых применяются инфракрасные лучи и коммуникации.

## Внешние ссылки
- National Incident Management System Consortium Архивная копия от 27 сентября 2008 на Wayback Machine